# David Odonkor
David Odonkor (nascut el 21 de febrer del 1984 a Bünde, Alemanya) és un exfutbolista professional alemany que jugava com a migcampista.
Destacà com a futbolista com a jugador del Borussia Dortmund, i del Reial Betis, on patí nombroses lesions. També fou internacional amb la selecció d'Alemanya.